# Marc ter Horst
Marc ter Horst (Arnhem, 4 mei 1968) is een Nederlandse schrijver voor kinderen en jongeren. Hij schrijft over klimaatverandering, natuur en de aarde.   

## Biografie
Marc ter Horst groeide op boven een fietsenwinkel in Arnhem. Hij studeerde Algemene Literatuurwetenschappen aan de Radboud Universiteit in Nijmegen, werkte 8 jaar bij Stichting Leerplanontwikkeling en begon toen een eigen tekstbureau. Daar schreef hij teksten voor websites, musea en schoolboeken.
In 2014 verscheen zijn eerste kinderboek Hé Aardbewoner. Ter Horst schrijft vooral verhalende non-fictie over natuur, klimaat en aarde. In 2023 maakte hij met de roman Rugzwemmen zijn fictiedebuut voor jongeren. De boeken van Marc ter Horst worden vaak bekroond en hebben al meer dan 30 vertalingen. 

### Klimaatverandering
Ter Horst schrijft regelmatig over klimaatverandering, voor alle leeftijden. Over dit onderwerp geeft hij lezingen op scholen en bij andere gelegenheden. Hij is een van de initiatiefnemers van Schrijvers voor toekomst waarin jeugdboekenschrijvers die zich zorgen maken over klimaatverandering samen actie ondernemen door te demonstreren en publiceren.

### Boeken
- Hé aardbewoner (8+, Gottmer 2014, longlist Jan Wolkersprijs)
- Van oerknal tot robot (8+, Gottmer 2015, bekroond met een Vlag & Wimpel)
- De oma van de oma van mijn oma (8+, Gottmer 2016, bekroond met een Vlag & Wimpel)
- De wortels van Oranje (8+, Lannoo 2017, bekroond met een Vlag & Wimpel)
- Palmen op de Noordpool (9+, Gottmer 2018, bekroond met een Vlag & Wimpel en een Glazen Globe)
- Zoekwoord: rivierhaai (7+, Zwijsen 2020)
- De gekko en de havik (4+, Van Goor 2021)
- Viruswereld (9+, Gottmer 2021, genomineerd voor de Woutertje Pieterseprijs, bekroond met een Zilveren Griffel)
- Het eigenwijze huisdierenboek (7+, Lannoo 2022)
- Scheten uit de schoorsteen (4+, Gottmer 2022, beste kinderklimaatboek categorie tot 5 jaar)
- Val niet in de vulkaan (6+, Volt 2023)
- Rugzwemmen (10+, Gottmer 2023, leestip Jonge Jury)[4]

### In verhalenbundels
- Weet je wat ik worden wil (8+, 2021, Van Goor)
- Kom mee naar buiten (8+, 2022, Van Goor)
- Groep 8 rocks (8+, 2023, Van Goor)
- Hoopvolle verhalen over het einde van de wereld (12+, 2025, Ploegsma)